# Heinz Herrmann
Heinz Herrmann (* 14. Mai 1938) ist ein ehemaliger deutscher Fußballspieler. Für den SC Lokomotive Leipzig und die BSG Chemie Leipzig spielte er in der DDR-Oberliga, der höchsten Spielklasse im DDR-Fußball.

## Karriere
Im Alter von zwölf Jahren begann Heinz Herrmann mit dem Fußballspiel in Lindenau bei Fortschritt West Leipzig. Drei Jahre später wechselte der vielseitige Fußballer, der sowohl als Stopper als auch als Stürmer eingesetzt wurde, in die Jugend der BSG Chemie Miltitz. 1956 ging Herrmann zum SC Lokomotive Leipzig. Dort stieg er nach einem Jahr in der Reserve in die Oberligamannschaft auf. Seitdem setzte ihn Trainer Alfred Kunze als Außenverteidiger ein. 1963 wurde der Abwehrspieler als nicht förderungswürdig eingestuft und daher zur BSG Chemie eingeteilt, dem sogenannten Rest von Leipzig. In der Meistersaison 1963/64 bestritt „Männe“, wie er von seinen Mitspielern genannt wurde, 23 der 26 Punktspiele. Zwei Jahre später gewann er mit dem Verein aus Leutzsch auch den FDGB-Pokal. 1971 stieg Herrmann mit der BSG Chemie in die Fußball-Liga ab, die Leipziger schafften in der folgenden Saison jedoch den sofortigen Wiederaufstieg. Als der Kader für die neue Saison bekannt gegeben wurde, gehörte Heinz Herrmann nicht dazu. Gerüchten zufolge war die Flucht seines Bruders vor fast 20 Jahren der Grund für die Nichtberücksichtigung. So war der 1:0-Sieg bei der TSG Wismar, der den Leutzschern das Spielrecht für die kommende Oberligasaison sicherte, das letzte Pflichtspiel des Außenverteidigers für die erste Mannschaft. Nach einer Saison in der Reserve wechselte Heinz Herrmann zu Turbine Leipzig, nach einigen Jahren als Spielertrainer und später in der Altherrenmannschaft beendete der Abwehrspieler 1978 seine Karriere.

## Erfolge
- 1964: Gewinn der deutschen Fußballmeisterschaft (DDR)
- 1966: Gewinn des FDGB-Pokals

## Beruflicher Werdegang
Zunächst absolvierte Herrmann eine Lehre zum Stahlbauschlosser. Nach seiner Oberligakarriere bewirtschaftete der Sohn eines Gastronomen 1973 die Johannaburg, ehe er 1975 Pächter der Sportgaststätte seines letzten Vereins Turbine Leipzig wurde. 1996 ging Heinz Herrmann in den Ruhestand.

## Familie
Mit seiner Ehefrau Christa hat Heinz Herrmann eine Tochter und einen Sohn.